# Born (cráter)

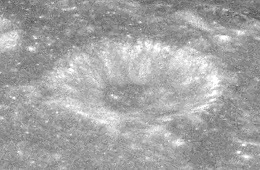
Fotografía de la misión Apolo 8

Born es un pequeño cráter de impacto situado cerca del borde oriental de la Luna, al noreste del cráter prominente Langrenus. Fue anteriormente denominado como Maclaurin Y, antes de ser renombrado por la UAI en 1979. El propio cráter Maclaurin se encuentra en su lado norte.
Este cráter es circular y en forma de copa, con manchas oscuras que se extienden desde el punto medio hacia el borde noreste. No presenta señas de identidad reseñables.
|  |  |